# Unione Sportiva Pistoiese 1966-1967
Questa voce raccoglie le informazioni riguardanti l'Unione Sportiva Pistoiese nelle competizioni ufficiali della stagione 1966-1967.

## Rosa
| N. |                   | Ruolo | Calciatore             |
| -- | ----------------- | ----- | ---------------------- |
|    | Italia (bandiera) | C     | Anselmo Bartolini      |
|    | Italia (bandiera) | C     | Gino Bertucco          |
|    | Italia (bandiera) | C     | Paolo Bessi            |
|    | Italia (bandiera) | A     | Rodolfo Bonacchi       |
|    | Italia (bandiera) | C     | Giovanni Breschi       |
|    | Italia (bandiera) | C     | Mauro Ciampi           |
|    | Italia (bandiera) | D     | Iacopo Cinelli         |
|    | Italia (bandiera) | P     | Bruno Dal Cer          |
|    | Italia (bandiera) | D     | Pierangelo De Bernardi |
|    | Italia (bandiera) | D     | Bruno Divina           |
|    | Italia (bandiera) | C     | Emilio Fanucchi        |

| N. |                   | Ruolo | Calciatore        |
| -- | ----------------- | ----- | ----------------- |
|    | Italia (bandiera) | C     | Gianfranco Giorgi |
|    | Italia (bandiera) | A     | Enzo Mantovani    |
|    | Italia (bandiera) | C     | Mauro Molinari    |
|    | Italia (bandiera) | A     | Giancarlo Morelli |
|    | Italia (bandiera) | A     | Giorgio Ottaviani |
|    | Italia (bandiera) | P     | Piero Querci      |
|    | Italia (bandiera) | D     | Antonio Rossi     |
|    | Italia (bandiera) | P     | Giovanni Saltini  |
|    | Italia (bandiera) | C     | Antonio Scatizzi  |
|    | Italia (bandiera) | A     | Enrico Spoletini  |
|    | Italia (bandiera) | D     | Marco Vaselli     |